# Pilar García Almirall
Pilar García Almirall (1959) es una arquitecta española. 
Fue distinguida con la medalla Narcís Monturiol al mérito científico y tecnológico por la Generalidad de Cataluña. Es una de las pioneras en la incorporación de los sistemas de información geográfica entre otros sistemas tecnológicos geográficos para el análisis de los diferentes datos de gestión de la Ciudad.

## Trayectoria
Estudio Arquitectura en la Escuela Técnica Superior de Arquitectura de Barcelona, Comenzó a trabajar como investigadora en 1983, doctorándose en 1998. Su tesis doctoral establecía una metodología para la incorporación de indicadores de diferenciación urbana en la construcción de modelos de valoración, integrando a los métodos estadísticos tradicionales nuevas técnicas de SIG (Sistema de Información Geográfica) que aportasen una mayor eficiencia espacial de los resultados. Ese mismo año asumió la subdirección del Centro de Política de Suelo y Valoraciones (CPSV), creado en 1986 por profesores del Departamento de Construcciones Arquitectónicas de la UPC.
Como investigadora del CPSV, Pilar García Almirall ha desarrollado proyectos de investigación centrados en la inmigración y sus consecuencias sociales, residenciales y urbanas. Las problemáticas sociales del acceso a la vivienda y del uso del espacio público han sido objeto de estudio en varios proyectos financiados por el propio CPSV y por el Ministerio de Educación y Ciencia de España. Los más recientes son: Inmigración y vivienda: El proceso de integración de hogares y su acceso a la vivienda. Una aproximación a las 7 áreas metropolitanas españolas (2005-2008), e Inmigración, vivienda y ciudad: Condiciones habitacionales, urbanas y de acceso a la vivienda, consecuencias urbanas y sociales y criterios de actuación para Barcelona y Madrid (2009-2011). Derivados de ambos proyectos destacan artículos en revistas científicas como Inmigración socio-residencial en la región metropolitana de Barcelona (2008), Condiciones habitacionales y urbanísticas de la población inmigrada en la Región Metropolitana de Barcelona: el caso de estudio de la Maurina (2011), y libros de referencia como Inmigración, Vivienda y Ciudad (2012).
Se especializó en Real Estate, ha realizado actividad académica durante varios años y también investigaciones transversales entre varias disciplinas.
Durante el periodo 2006-2011 fue subdirectora de la ETSAB. También participa en diferentes órganos consultivos y es la representante del Consejo Social de la UPC en el Consejo de la Vivienda Social de Barcelona. Ha recibido varios galardones, como el Premio de la Obra Social ‘La Caixa’ en la dirección de Tesis Doctorales.

## Reconocimientos
En 2020, la Generalitat de Catalunya la distinguió con la Medalla Narcís Monturiol al mérito científico y tecnológico.